# 주디 주
주디 주(Judy Joo, 1974년 12월 9일 ~ )는 한국계 미국인의 셰프이자 텔레비전 관련 유명인으로 국적은 현재 미국이다. 그러나 이는 푸드 네트워크의 'Korean Food Made Simple'과 더불어 영국 런던에 위치한 아이언 셰프 UK와 더불어 자신이 경영하고 있는 레스토랑인 서울 버드의 호스트로 잘 알려져 왔다. 또한 뉴욕, 런던, 아시아 등을 서로 오가며 생활하고 있다.

## 직업
주디 주는 컬럼비아 대학교의 이학학사 학위를 수여하였고, 산업공학 및 운영연구소까지 근무한 경험이 있다. 그 후 골드만삭스와 모건 스탠리 등 은행업을 중심으로 근무하여 경력을 채웠으며, 고정 수입 파생상품 판매원까지 근속했다.
그 이후에는 직업이 요리 전문가로 전향되자, 2004년에는 프랑스 요리 연구소로 입학한 다음 수석으로 졸업한 뒤 요리사에 본격적으로 입문하였다. 또한 사부어 잡지에서 주방과 관련된 사설, 시험 등을 위주로 근무하였다. 그리고 슬로우 푸드 USA에서 따로 일하였고, 이와 관련된 도심 슬로 푸드 인 스쿨 프로그램인 "Harvest Time in Harlem"을 설립했다.
그러다가 런던으로 이사를 가자마자 자체적인 레스토랑을 세우면서 주요 근무지로는 고든 램지 레스토랑에서 주로 근속하였다. 또한 2015년 1월, 런던의 소호에서 자신의 이름을 내걸었던 '진주'(Jinjuu)라는 레스토랑까지 문을 열었다. 그래서 진주는 런던에서 최고의 한식 전문 식당으로 널리 인정되었다. 이에 앞서 그는 플레이보이 클럽 런던의 총괄 주방장이었다.

## 미디어
주디 주는 요리 전문 버라이어티 프로그램인 요리의 철인의 4인방 중 1명이었고, 푸드 네트워크의 버라이어티 프로그램인 더 넥스트 아이언 셰프 시즌4의 심사위원으로 선발되었다. 또한 목포문화방송 등 대한민국 내 TV 방송사에서도 요리 관련 교양 프로그램에도 과거에 출연한 적이 있다.

## 같이 보기
- 다른 미국의 요리사
  - 로이 최
  - 망치
  - 오스틴강
  - 데이비드 장
- 셰프, 조리사